# Sulcorebutia trojapampensis
Sulcorebutia trojapampensis ist eine Pflanzenart in der Gattung Sulcorebutia aus der Familie der Kakteengewächse (Cactaceae). Der Artname geht auf das Verbreitungsgebiet der Pflanzen, nördlich von Troja Pampa in Bolivien, zurück.

## Beschreibung
Sulcorebutia trojapampensis wächst einzeln und nur nach Verletzung sprossend mit kugeligen Körpern. Diese erreichen einen Durchmesser von bis zu 12 Zentimeter und Wuchshöhen von bis zu 10 Zentimeter. Die kräftige konische Rübenwurzel ist oft mehrfach geteilt. Die Epidermis der helldornigen Pflanzen ist frischgrün und die der dunkeldornigen braunviolett mit vielen Übergängen dazwischen. Die spiralig angeordneten Höcker strecken sich unter der Areole kinnartig hervor. Sie sind 5 Millimeter breit, 3 bis 5 Millimeter hoch, 8 bis 12 Millimeter lang und an der Basis unregelmäßig rautenförmig. Die auf der Oberseite der Höcker stehenden länglich ovalen Areolen sind leicht bis deutlich erhaben. Sie sind 4 bis 5 Millimeter lang, 1 bis 2 Millimeter breit und tragen wenig weißlichen Filz. Es sind altersabhängig 12 bis 30 glatte, abstehende Dornen vorhanden, die bei älteren Pflanzen kaum in Rand- und Mitteldornen zu unterscheiden sind. Die Länge der Dornen variiert stark unter den einzelnen Exemplaren. Die längsten Dornen werden 15 bis 40 Millimeter lang, die kürzeren, nach unten gerichteten Dornen 5 bis 10 Millimeter lang. 
Die rötlichen, mit grünlichen oder bräunlichen Schuppen besetzten Knospen erscheinen aus seitlichen bis schulternahen Areolen. Die kurz trichterförmigen bis etwas verlängerten Blüten sind 35 Millimeter im Durchmesser und werden 25 bis 35 Millimeter lang. Das grünlich bis rötlichbraun gefärbte Perikarpell ist mit mehr oder weniger dreieckigen, hell- bis dunkelgrünen Schuppen besetzt. Die hell- bis dunkelrote Blütenröhre ist mit grünlichen, fingernagelförmigen und nach oben verlängerten Schuppen besetzt. Die äußeren spatelförmigen Blütenblätter sind hellrot bis leicht orange gefärbt. Die inneren, spatelig bis lanzettlich geformten Blütenblätter sind ähnlich gefärbt, jedoch nach unten hin manchmal gelb. Die gleichmäßig über die Innenseite des Receptaculum verteilten Staubfäden werden 6 bis 8 Millimeter lang. Die oberen sind gelb bis orange gefärbt und nur am Fuß violett, die unteren sind komplett violett gefärbt. Das weißliche, leicht violett oder grünlich gefärbte Nektarium ist sehr kurz und etwa 1 bis 1,5 Millimeter lang. Die frei stehenden, grünlichen Griffel werden etwa 1,5 Millimeter dick und 12 bis 15 Millimeter lang. Auf Höhe der obersten Staubfäden werden meist fünf weißliche Narbenstrahlen ausgebildet. 
Die Frucht ist eine olivgrüne oder braune Scheinbeere mit einem Durchmesser von 5 bis 6 Millimeter, welche mit bräunlichen oder grünlichen Schuppen besetzt ist und bei Reife pergamentartig auftrocknet. In der Frucht sind durchschnittlich 305 Samen enthalten. Die dunkelbraunen Samen sind abgeflacht eiförmig und werden 1,1 bis 1,2 Millimeter lang und 0,9 bis 1,0 Millimeter breit.

## Verbreitung und Systematik
Sulcorebutia trojapampensis ist im bolivianischen Departamento Potosí in der Provinz  Linares nördlich der Ortschaft Troja Pampa in Höhenlagen von 3100 bis  3250 Metern verbreitet. Die Erstbeschreibung wurde 2012 durch Willi Gertel und Hansjörg Jucker veröffentlicht.

## Nachweise
- Willi Gertel, Hansjörg Jucker: Sulcorebutia trojapampensis (Cactaceae) – eine faszinierende neue Art aus dem Umfeld von Sulcorebutia juckeri. In: Kakteen und andere Sukkulenten. Band 63, Nr. 5, 2012, S. 127–134.